# Дублинские убийства (телесериал)
«Дублинские убийства» (англ. Dublin Murders) — телевизионный сериал, основанный на романах ирландской писательницы Таны Френч «В лесной чаще» и «Сходство» по заказу британского BBC и Starz.
В январе 2020 года стало известно, что канал Starz ведёт переговоры о создании второго сезона.

## Сюжет
В густом лесу на окраине Дублина находят труп ребёнка. Дело ведут полицейские Роб Райли и Кэсси Мэддокс. В ходе расследования они подозревают, что убийство связано с пропажей троих детей в дублинских лесах больше двадцати лет назад. Жуткие факты, открывающиеся следователям, заставляют их лицом к лицу столкнуться со своими собственными демонами. А взаимоотношения напарников переживают серьёзную проверку.

## В ролях

### Основной состав
- Киллиан Скотт — детектив Роб Райли
- Сара Грин — детектив Кэсси Мэддокс
- Том Вон-Лолор — Фрэнк Макки
- Мо Данфорд — Сэм О’Нил
- Сэм Кили — Даниэль Марч
- Акил Антонио — Рафаэль «Раф» Хайленд
- Келли Чарли — Джастин Маннеринг
- Эмме Ванесса — Эбигейл «Эбби» Стоун
- Макнамара Лия — Розалинда Девлин
- Кенни Ян — Филан
- О’Хара Юджин — Куигли
- Холден Джонни — Дэмиен Доннелли
- Конлет Хилл — О’Келли
- Макдональд Питер — Джонатан Девлин
- Монахан Кэти — Маргарет Девлин
- Роу Эрика — Алана Шори
- Маккен Эми — Кэти и Джессика Девлин